# Pou de gravetat
Un pou de gravetat és un model conceptual del camp gravitacional que envolta un cos a l'espai – com més massiu sigui el cos, més profund i més extens és la gravetat associada. El sol és molt massiu, en relació amb altres cossos del sistema solar, de manera que apareix el corresponent pou de gravetat que l'envolta de manera "profunda" i de gran abast. Els pous de gravetat dels asteroides i les llunes petites, són just el contrari, sovint es representen com a poc profunds. Qualsevol cosa a la superfície d'un planeta o lluna es considera que està al fons de la gravetat del cos celeste corresponent, així que escapa els efectes de gravetat des d'aquest planeta o lluna (per entrar a l'espai exterior) de vegades se'n diu "sortint del pou de gravetat". Com més profund sigui un pou de gravetat, més energia haurà de fer servir per "sortir" per escapar-hi.
A astrofísica, un pou de gravetat és específicament el camp potencial gravitatori al voltant d'un cos massiu. Altres tipus de pous potencials s'inclouen els pous potencials elèctrics i magnètics. Els models físics de pous de gravetat són de vegades utilitzats per il·lustrar astrodinàmica. Sovint es confonen els pous de gravetat amb els diagrames incrustats utilitzats en la teoria de la relativitat general, però els dos conceptes estan separats i no directament relacionats.